# Temple Chaotian
 (signalé en mai 2025).
Si vous disposez d'ouvrages ou d'articles de référence ou si vous connaissez des sites web de qualité traitant du thème abordé ici, merci de compléter l'article en donnant les références utiles à sa vérifiabilité et en les liant à la section « Notes et références ».
- Archive Wikiwix
- Bing
- Cairn
- DuckDuckGo
- E. Universalis
- Gallica
- Google
- G. Books
- G. News
- G. Scholar
- Persée
- Qwant
- (zh) Baidu
- (ru) Yandex
- (wd) trouver des œuvres sur Wikidata

Le temple Chaotian (ou Chaotien) est un temple consacré à la déesse chinoise Mazu dans la ville de Beigang, Comté de Yunlin, Taïwan. Construit en 1700, il est l’un des principaux temples de Mazu à Taïwan et est connu pour son architecture extravagante. Le temple est visité par plus d’un million de personnes par an.

## Histoire
En 1694, un moine requiert qu’une statue de Mazu soit amenée à Beigang depuis le temple Chaotian de la ville de naissance de la déesse, Meizhou, dans le Fujian. En 1700, Chen Li-Shum offre un terrain et lève des fonds pour ériger un temple Chaotian dans la ville de Beigang. En 1730, le temple est agrandi. En 1770, le magistrat de Penkang, Hsueh Chao-heng considère le temple comme trop peu élaboré et, trois ans plus tard, les travaux de reconstruction débutent. En 1854, un troisième projet débute pour agrandir le temple et lui donner l’architecture d’un complexe palatial. Les déités révérées, en plus de Mazu, sont la Reine-Mère de l’Ouest, la déesse de la miséricorde Guanyin, les Trois gouverneurs, Wenchangdjun, les parents de Mazu, la déesse de la maternité et Zaowangye. Le temple a été rénové plusieurs fois au 20e siècle.

## Activités culturelles
Le temple Chaotian possède une salle culturelle où des concerts et des danses sont organisés, et sponsorise des événements comme le festival international de musique de Beigang. Il marque également le point d’arrivée du pèlerinage de Mazu Baishatun.

## Source de la traduction
- (en) Cet article est partiellement ou en totalité issu de l’article de Wikipédia en anglais intitulé « Chaotian Temple » (voir la liste des auteurs).